# Сан Херонимо (департамент)
Сан Херонимо е департамент в Аржентина, разположен в провинция Санта Фе с обща площ 4282 км2 и население 77 253 души (2001). Главен град е Коронда.

## Административно деление
Департаментът е съставен от 21 общини.